# Лепёхин, Павел Васильевич
Па́вел Васи́льевич Лепёхин (04.11.1880 (17.11.1880), Москва – 30.10.1960, там же) — протоиерей Русской православной церкви, настоятель храма святителя Николая в Хамовниках (1912–1922, 1923–1960). Кандидат богословия (1906).

## Биография
Родился 4 (11) ноября 1880 года в семье певца Синодального хора. В 1906 году по окончании Московской духовной семинарии окончил Московскую духовную академию со степенью кандидата богословия. Учился одновременно с будущим патриархом Алексием I. С 1910 года — в клире храма святителя Николая в Хамовниках, с 1912 года — настоятель храма.
В 1922 году арестован по обвинению в воспрепятствовании изъятию церковных ценностей. По делу также были арестованы иеромонах Макарий (Телегин), протоиереи Василий Соколов и Александр Заозерский, впоследствии причисленные к лику святых Русской православной церковью.
Осуждён Московским революционным трибуналам к 5 годам заключения. В 1923 году освобождён по амнистии. После освобождения продолжил служить настоятелем Николо-Хамовнического храма. Жил в городе Бабушкине Мытищинского района (ныне в составе города). Неопустительно совершал богослужения в годы Великой Отечественной войны. В 1947 году управляющий Московской епархии митрополит Николай (Ярушевич) представил протоиерея Павла Лепёхина к медали «За оборону Москвы» как проявившего особую патриотическую деятельность в дни обороны столицы:

В тяжелые дни вел себя как пастырь-патриот. Организовал в храме патриотические богослужения, сопровождая их речами патриотического содержания. Располагал верующих к жертвам на нужды обороны. Лично производил в храме сборы деньгами и вещами и сам жертвовал личные вещи на оборону.— митр. Николай (Ярушевич), из ходатайства о награждении духовенства г. Москвы
.
Согласно воспоминаниям А. Б. Свенцицкого, усилиями протоиерея Павла Лепёхина «после войны в храме был создан великолепный партесный хор». Приходская обиходная традиция имела ряд особенностей: к примеру, к уставным богослужениям Страстной Седмицы присоединялся акафист Тайной Вечери с припевом «Иисусе, Сыне Божий, помяни мя, егда придеше во Царствие Твоем».
Скончался 20 октября 1960 года. Отпевание возглавил епископ Дмитровский Пимен (Извеков). Похоронен на Даниловском кладбище.